# Воейков, Василий Иванович
Васи́лий Ива́нович Вое́йков (1759—1817) — российский государственный деятель. В 1797—1798 годах — Орловский губернатор, а с 23.10.1809—1810 годах — Вологодский губернатор.

## Биография
Родился в 1759 году. Представитель русского дворянского рода Воейковых. Служил в лейб-гвардии Семеновском полку, с 1787 года состоял на статской службе.

### Орловский губернатор
9 февраля 1797 года орловское губернское правление сообщило об определении на место уволенного А. П. Квашнина-Самарина бригадира Воейкова с одновременным пожалованием его в действительные статские советники. За три дня до этого, 6 февраля, Воейков прибыл в Орёл и «в отправление оной должности вступил».
В марте 1797 года орловское купечество вручило губернатору Воейкову 3 тысячи рублей, пожертвованные «на содержание больных и богаделен», в честь вступления на престол императора Павла I, за что 16 апреля Воейков объявил Орловскому гильдейскому обществу свою «совершенную признательность и благодарность».
В октябре 1797 года Воейков дал городовым магистратам указание составить положения об оказании помощи пострадавшим в результате пожаров и других «общественных несчастий». В своём предписании Мценскому городовому магистрату он предложил «в самоскорейшем времени» собрать представителей от купечества и посадского общества и выработать «общее мнение» по данному вопросу.
Большое внимание Воейков уделял устройству Малороссийского кирасирского полка, который в то время квартировался в Орле. Так, его указания касались строительства конюшен и казарм, поставки дров для полкового госпиталя, выделения пастбищ для лошадей и колодцев для их водопоя.
В декабрей 1797 года Воейков приказал магистратам доставить ему ведомости о должниках и банкротах из купечества и мещанства для отправки их по указу императора «в Азов на крепостные работы».
В 1798 году, когда в губернии сложилось тяжёлое положение с доставкой соли для населения, губернатор лично занялся рассмотрением этого вопроса. Он дважды обращался в Правительствующий сенат с предложениями о том, как удешевить поставки соли в Орловскую губернию.
В августе 1798 года Орловский земский комиссар донёс Воейкову о том, что в Орловской округе «оказался падеж рогатому скоту». Чтобы предупредить распространение эпидемии, губернатор приказал городничему и Орловской городской думе наблюдать за тем, «чтобы на бойницах всякий скот бит был не прежде, как по освидетельствовании частного пристава с лекарем при гласном оной Думы, не заражённый ли».
14 декабря 1798 года Воейков был уволен от службы в Орловской губернии.

### Последние годы
Дальнейшие сведения о жизни Воейкова крайне немногочисленны. Так, сохранилась информация о том, что в 1800 году на его средства была построена каменная Покровская церковь в селе Ушаково-Покровское Одоевского уезда Тульской губернии.
Был директором экономии Вологодского наместничества. Руководил Вологодской губернией с 23 октября 1809 по октябрь 1810 года. Умер в 1817 году.

## Награды
- Орден Святого Владимира 3 степени (02.09.1793)